# Tygra, la glace et le feu
Pour plus de détails, voir Fiche technique et Distribution.
Tygra, la glace et le feu (Fire and Ice) est un film d'animation américain de fantasy réalisé par Ralph Bakshi en collaboration avec l'illustrateur Frank Frazetta, sorti en 1983. Il utilise la technique de la rotoscopie.

## Synopsis
À l'aube de l'Humanité naquit une puissante souveraine et une sorcière de talent capable de maîtriser les arts occultes: Reine Juliana, Dame de Pic des Glaces et maitresse du Royaume des Glaces du Nord. Voulant étendre son royaume, Juliana donna naissance à un fils, le terrible Prince Nekron, plus puissant encore dans les arts occultes qu'elle ne l'était; et avec les pouvoirs de son enfant, elle poussa la glace de plus en plus au sud, et déploya une armée de sous-hommes pour écraser toute résistance, massacrant sans pitié et asservissant petit à petit l'humanité.
Le reste des peuples libres se regroupa sous l'égide du Roi Jarol, Seigneur de Gardefeu et maitre du puissant Royaume du Feu du Sud, dernière place forte à résister à la conquête de la glace septentrionale. Afin de conquérir le puissant royaume austral sans combatte son armée, la Reine Julianna envoie ses sbires kidnapper la fille du Roi Jarol, la Princesse Tygra, pour la marier au Prince Nekron. Mais au cours de l'enlèvement, Tygra parvient à s'extirper des mains de ses ravisseurs. Durant sa fuite, son chemin croise celui du guerrier Larn, dont elle s'éprend. Ensemble, accompagnés du mystérieux homme masqué Darkwolf, ils mettront tout en œuvre pour vaincre Juliana et Nekron, afin que le bien triomphe des forces du mal.

## Fiche technique
- Titre original : Fire and Ice
- Réalisation : Ralph Bakshi
- Scénario : Roy Thomas et Gerry Conway, d’après les personnages créés par Ralph Bakshi et Frank Frazetta
- Image : Francis Grumman
- Montage : A. David Marshall
- Musique : William Kraft
- Sociétés de production : Producers Sales Organization, Polyc International BV
- Distribution : 20th Century Fox
- Pays de production :  États-Unis
- Langue originale : anglais
- Genre : heroic fantasy, animation
- Budget : 1,2 million de dollars[1].
- Durée : 88 minutes
- Dates de sortie :
  - États-Unis : 26 août 1983
  - France : 23 mars 1983 (cinéma) - 20 juin 2007 (DVD)

## Distribution

### Interprètes avant larotoscopie
- Randy Norton : Larn
- Cynthia Leake : Teegra
- Steve Sandor : Darkwolf
- Sean Hannon : Nekron
- Leo Gordon : Jarol
- William Ostrander : Taro
- Eileen O'Neill : Juliana
- Elizabeth Lloyd Shaw : Roleil
- Micky Morton : Otwa
- Tamarah Park : Tutor
- Big Yank : Monga
- Greg Wayne Elam : Pako

| - Susan Tyrrell : Reine Juliana - Maggie Roswell : Tygra (Teegra en V.O.) - William Ostrander : Taro / Larn - Stephen Mendel : Nekron - Steve Sandor : Darkwolf - Randy Norton : Larn - Leo Gordon : Roi Jarol - Elizabeth Lloyd Shaw : Roleil - Micky Morton : Otwa - Tamarah Park : Tutor - Big Yank : Monga - Greg Wayne Elam : Pako | - Jean-Francois Vlerick : Larn - Céline Monsarrat : Tygra - Hervé Bellon : Nekron - Pierre Hatet : Darkwolf - Marc de Georgi : Roi Jarol - Richard Darbois : Prince Taro - Nadine Alari : Reine Juliana - Évelyne Séléna : Roliel - Claude Chantal : Servante de Tygra - Georges Atlas : le sous-homme négociateur - Claude Joseph : un villageois / le marin - Jean Roche : le villageois ami de Larn - Lita Recio : la narratrice |

## Production
Parmi les dessinateurs employés pour le film se trouve James Gurney, qui est peintre de décors ; il se fait connaître par la suite pour ses livres développant l'univers de Dinotopia. Parmi les chargés d'animation figure Peter Chung (non crédité au générique), qui devient par la suite réalisateur de longs métrages et de séries animées.

## Sortie

### Box office
Le film sort en Allemagne de l'Ouest le 25 mars 1983, et y rapporte 879 422 dollars. Il sort aux États-Unis le 26 août. Exploité dans 89 salles à sa sortie, il rapporte 263 238 dollars pendant le premier week-end, et son exploitation aux États-Unis rapporte au total 760 883 dollars américains. L'exploitation mondiale du film parvient donc à couvrir ses frais, puisqu'il avait coûté environ 1 200 000 dollars. Mais le film reste un échec financier, qui empêche pendant quelque temps Bakshi de réaliser d'autres longs métrages d'animation.

### Sortie en vidéo
En France, le film est édité en DVD de zone 2 par Opening en 2007, en VO, VF et VO sous-titrée, dans une édition en deux DVD incluant plusieurs vidéos : Tygra, la glace et le feu : journal de bord (14 minutes), Bakshi par Frazetta (8 minutes) et un documentaire Frazetta : toiles de feu (92 minutes) consacré à l'illustrateur Frank Frazetta dont le film reprend le style graphique ; l'édition contenait également un fac-similé d'un numéro de la revue Métal hurlant de 2003 consacré au film.

## Projet de remake
En mai 2010, Robert Rodriguez annonce avoir acquis les droits du film afin d'en réaliser un remake produit par son studio, Troublemaker Studios. La mort de Frazetta en mai 2010 empêche l'illustrateur de prendre part au projet. Lors de l'édition 2011 de la Comic-Con, Rodriguez indique avoir travaillé avec les ayants droit de l'illustrateur Frank Frazetta afin de réaliser un film en prises de vue réelles ; le début du tournage est alors prévu pour début 2012. En novembre 2014, Robert Rodriguez affirme sa volonté de mener à bien ce projet et qu'il souhaite commencer le tournage courant 2015.